# 462
Період падіння Західної Римської імперії. У Східній Римській імперії триває правління Лева I Макелли. У Західній формально править Лібій Север. Значна частина території окупована варварами, зокрема в Іберії утворилося Вестготське королівство, а Північну Африку захопили вандали, утворивши Африканське королівство, у Тисо-Дунайській низовині утворилося Королівство гепідів.
У Південному Китаї правління династії Лю Сун. В Індії правління імперії Гуптів. У Японії триває період Ямато. У Персії править династія Сассанідів.
На території лісостепової України Черняхівська культура. Історики VI століття згадують плем'я антів, що мешкало на території сучасної України приблизно з IV сторіччя. У Північному Причорномор'ї центр володінь гунів, що підкорили собі інші кочові племена, зокрема сарматів та аланів.

## Події
- Імператор Східної Римської імперії Лев I Макелла виплатив вандалам великий викуп за колишню імператрицю Заходу Ліцінію Євдоксію та її доньку Плацидію. Вони прибули в Константинополь після 7 років полону. Того ж року Ліцінія Євдоксія померла.
- У Костантинополі згоріла внаслідок пожежі статуя Зевса з Олімпії, одне з семи чудес світу.

## Померли
- Ліцінія Євдоксія